# Daniel Dubicki
Daniel Dubicki (ur. 25 maja 1975 w Gdyni) – polski piłkarz, występujący na pozycji pomocnika lub napastnika, oraz trener.
Wychowanek Zatoki Puck, następnie grał w Bałtyku Gdynia i ŁKS-ie Łódź (mistrzostwo Polski w sezonie 1997/1998). W I lidze debiutował w barwach ŁKS-u 1 kwietnia 1995 w wyjazdowym meczu z Rakowem Częstochowa (1-1). W rundzie wiosennej sezonu 1997/1998 przeniósł się do Wisły Kraków, z którą odnosił największe sukcesy: 3-krotnie mistrzostwo Polski (1998/1999, 2002/2003, 2003/2004), Puchar Polski 2003, występy w Pucharze UEFA (m.in. gol zdobyty w meczu z AC Parmą). Z Wisły był wypożyczany do Ruchu Chorzów, Zagłębia Lubin, Pogoni Szczecin (wicemistrzostwo Polski 2000/2001), Widzewa Łódź, Górnika Polkowice i Podbeskidzia Bielsko-Biała. Następnie został zawodnikiem Kmity Zabierzów, ale niedługo z powodu powracającej kontuzji ogłosił zakończenie profesjonalnej kariery. Amatorsko grał jeszcze w klubach Start Mrzezino, Orkan Rumia oraz Zatoce Puck. W 2011 był też grającym trenerem Startu Mrzezino.